# Cheiloneurus dubius
Cheiloneurus dubius är en stekelart som beskrevs av Howard 1885. Cheiloneurus dubius ingår i släktet Cheiloneurus och familjen sköldlussteklar. Inga underarter finns listade i Catalogue of Life.